# Prusia (regiune)
Format:WikidataCoord

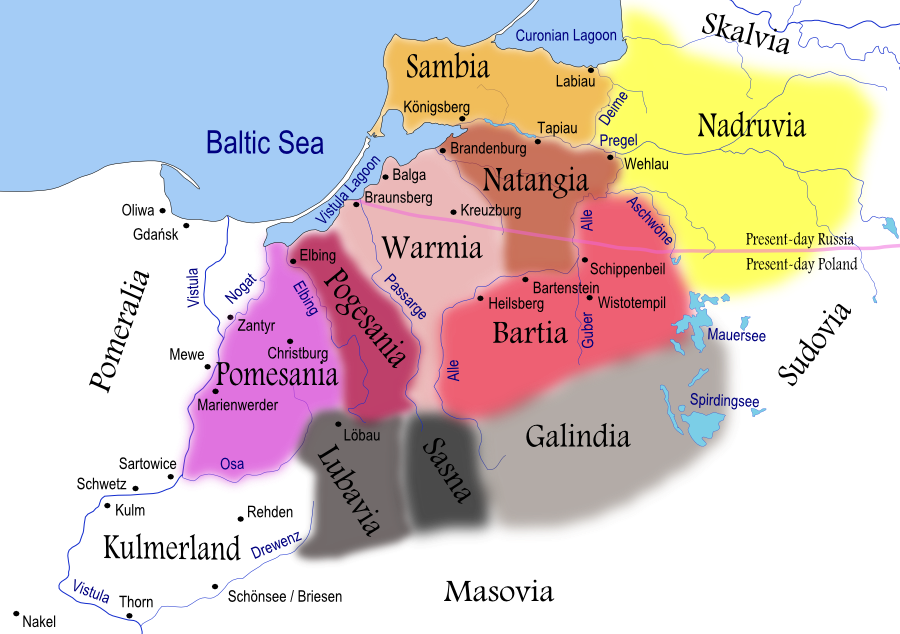
Harta triburilor indigene baltice care au locuit regiunea Prusiei, înainte de Cruciada Prusiei, în jurul anului 1200 d.Hr.

Prusia este o regiune istorică în Europa, aflată pe coasta sud-estică a Mării Baltice, de la delta Vistulei în vest până la capătul Cordonului Litoral al Curlandei la est, și până la limitele Mazuriei pe continent. A fost locuită inițial de vechii prusaci (ce au fost o suită de triburi de gintă baltică), până ce toți au fost germanizați, iar teritoriile lor sunt azi împărțite între Lituania, Rusia și Polonia.  